# 金问
金问，明朝江蘇吳縣人，明朝政治人物、官至禮部左侍郎。
永樂元年，經舉薦擔任司经局正字，因事連坐被下獄。洪熙元年，獲釋并授翰林院修撰。宣德、正統年間，歷任翰林院侍讀學士、禮部左侍郎。